# Caribchthonius orthodentatus
Espèce
Caribchthonius orthodentatus est une espèce de pseudoscorpions de la famille des Chthoniidae.

## Distribution
Cette espèce est endémique du Belize.

## Description
La femelle holotype mesure 0,94 mm.

## Publication originale
- Muchmore, 1976 : Pseudoscorpions from Florida and the Caribbean area. 6. Caribchthonius, a new genus with species from St. John and Belize (Chthoniidae). Florida Entomologist, vol. 59, no 4, p. 361-367 (texte intégral).